# Шнеур, Залман
Залман Шнеур (ивр. זלמן שניאור‎, при рождении Залкинд Шнеер (Шнеур); 1887, Шклов — 20 февраля 1959, Нью-Йорк) — еврейский поэт и прозаик. Писал на идише и иврите.

## Биография
Родился в семье промышленника, специалиста по драгоценным камням Ицхока-Айзика Шнеера (Шнеура, потомка Шнеура-Залмана из Ляд) и Хаи-Фейги Зусманович. Получив сначала традиционное образование, с 12 лет посещал русскую школу. Стихи и прозу начал сочинять с восьми лет. В 1900 году переехал в Одессу, где начал самостоятельную жизнь. Брал уроки, готовясь к сдаче экзаменов на аттестат зрелости экстерном, и познакомился в ходе занятий с Х. Н. Бяликом, дававшим ему уроки Библии, И. Х. Равницким и другими еврейскими писателями, которые сразу признали его талант.
Уже в 1902 году Шнеур, имея на руках рекомендацию Бялика, отправился в Варшаву, где был взят сотрудником в издательство «Тушия», а затем принят в редакцию детского литературного еженедельника «Олам катан», редактором которого был Ш. Л. Гордон. Позднее устроился переписчиком у И. Л. Переца. Друзьями Шнеура стали писатели И. Д. Беркович и И. Каценельсон. Вернувшись летом 1903 года в Шклов, в 1904—1906 годах работал в Вильне в редакции еженедельника «Ха-Зман». Когда последний был закрыт, писатель отправился в Женеву, затем посетив Берн и прибыв в 1907 году в Париж. Здесь в Сорбонне Шнеур слушал лекции по литературе, философии и естествознанию. Затем отправился в путешествие по Европе и Северной Африке, однако во время Первой мировой войны его интернировали в Берлин как российского подданного, определив на работу в немецкий госпиталь. Одновременно Шнеур учился на медицинском факультете Берлинского университета, так его и не окончив, и работал в редакциях газет и журналов на идише, в частности «Момент», «Цукунфт».
В 1918 году Шнеуру пришло приглашение на работу в московское издательство А. И. Штыбеля, но поездка не состоялась. Посетив в 1919 году США, он сумел наладить связи с различными издательствами книг на идиш. Вернувшись в Берлин, Шнеур совместно с С. Д. Зальцманом (1872—1946) основал издательство «Ха-Сефер», которое выпустило и несколько его книг. В 1924 году писатель с семьёй переехал во Францию, приняв активное участие в культурной жизни русско-еврейского Парижа. Так, с 1926 года Шнеур начал выступать с чтением своих произведений на литературных вечерах, работая также в Союзе преподавателей древнееврейского языка в Париже, Союзе еврейских студентов, Еврейском народном университете, а также в «Pariser Tageblatt» (1930-е годы). В это время в различных газетах и журналах печатались его новеллы на идиш. Посетив в 1925 году Эрец-Исраэль в связи с открытием Еврейского университета в Иерусалиме, Шнеур совершил повторный визит в страну в 1936 году. В 1930-е годы продолжил сотрудничество с газетами, на этот раз с редакциями «Форвертс», «Паризер моргенблат» и других. Из оккупированной нацистами Франции Шнеур, скрывавшийся вместе с семьёй, был переправлен в Испанию, а затем в сентябре 1941 года — в США.
В 1949 году Шнеур нанёс визит в Израиль. Переехав в 1951 году, он поселился в Рамат-Гане, но уже с 1955 года отправился в поездку по курортным городам Европы. Умер во время поездки по США.
За своё творчество удостоен нескольких литературных премий, в том числе премии Бялика (1951) и Государственной премии Израиля (1955). В период с 1948 по 1957 гг. был номинирован на Нобелевскую премию по литературе.

## На русском языке
- Шкловцы (שקלאָװער ייִדן). М.: Книжники, 2012. — 184 с.
- Дядя Зяма (פֿעטער זשאָמע). М.: Книжники, 2014. — 283 с.
- Император и ребе (קײסער און רבי): роман в 5-ти книгах. Перевод с идиша Велвла Чернина. М.: Книжники, 2018. Том первый — 720 с., том второй — 1072 с.